# 2004年アテネオリンピックのデンマーク選手団
2004年アテネオリンピックのデンマーク選手団（2004ねんアテネオリンピックのデンマークせんしゅだん）は、2004年8月13日から8月29日にかけてギリシャの首都アテネで開催された2004年アテネオリンピックのデンマーク選手団、およびその競技結果。

## 概要
今大会は金メダル2個、銀メダル1個、銅メダル5個の合計8個のメダルを獲得した。

## メダル
| メダル | 選手名                 | 競技 | 種目       |
| ------ | ---------------------- | ---- | ---------- |
| 銀     | ヨアキム・オルセン     | 陸上 | 男子砲丸投 |
| 銅     | ウィルソン・キプケテル | 陸上 | 男子800m   |